# BIUTIFUL ビューティフル
『BIUTIFUL ビューティフル』（Biutiful）は、アレハンドロ・ゴンサレス・イニャリトゥ監督、製作、原案、脚本による2010年のメキシコ映画である。PG12指定。

## あらすじ
スペイン･バルセロナ。かつてメキシコからこの地に移住した男･ウスバルは、自分と同じような移民や不法滞在者達に、時には闇ルートも駆使して職を斡旋し、生計を立てている。しかし収入は乏しく、情緒不安定の妻･マランブラと別れて以来、男手一つで2人の子供を養い、ギリギリの生活を送っている。一方で、セネガル系移民のエクウェメ達はドラッグを売りさばいて警察ににらまれており、中国系移民達の給金は彼らの元締めであるハイがピンハネしている等、外にも問題は山積みであった。
そんな状況でウスバルは癌と診断される。前立腺から全身に転移しており、既に手遅れの状態であった。余命は僅か2か月。
死への恐怖以上に、彼には解決せねばならない問題が多すぎる。特に残される子供達をそのままには出来ない。未だ躁鬱の波を抑えきれずにいるマランブラに懇願されたウスバルは彼女に2人を託すことを考え、関係を修復しようとする。だがその間にも進行していく病、さらには移民達が抱える問題が一気に噴出し、容赦なく彼を打ちのめし、蝕んでいく。

## キャスト
- ウスバル - ハビエル・バルデム： 裏社会で生きる男。死者と会話できる能力を持つ。癌により死期が近い。
- マランブラ - マリセル・アルバレス： ウスバルの妻。双極性障害で別居中。
- アナ - アナー・ボウチャイブ： ウスバルの娘。
- マテオ - ギレルモ・エストレヤ： ウスバルの息子。ウスバルの亡父と同じ名。
- ティト - エドゥアルド・フェルナンデス： ウスバルの兄。遊び人。
- エクウェメ - シェイク・エンディアイェ： セネガルからの移民。強制送還される。
- イヘ - ディアリァトゥ・ダフ： エクウェメの妻。乳飲み子を抱えている。
- ハイ - チェン・ツァイシェン： 中国からの移民を使って違法な商売をしている中国人。
- リウェイ - ルオ・チン： ハイの相棒で同性愛の恋人。
- ベア - アナ・ワヘネル： ウスバルと同じ能力を持つ女性。ウスバルの相談相手。

## 製作
製作にはアルフォンソ・キュアロンやギレルモ・デル・トロ率いるチャ・チャ・チャ・フィルムズの他、ユニバーサル・ピクチャーズ、フォーカス・フィーチャーズも係わっている。
撮影は2008年10月にスペインのバルセロナで始まった。

## 評価

### 批評
Rotten Tomatoesでは、89名中67%の批評家が本作を支持し、平均点は10点満点で6.3点を獲得した。
ハリウッドの役者ではショーン・ペンやジュリア・ロバーツがハビエル・バルデムの演技を支持してる。

### 興行成績
2010年10月20日にフランスで興行がスタートし、2011年2月2日までに全世界で1237万6079ドルを稼いでいる。

### 映画賞
2010年のカンヌ国際映画祭でコンペティション部門に出品され、パルム・ドールを争った。5月17日に初上映され、ハビエル・バルデムが同映画祭の男優賞を受賞した。 12月17日には同年度のダラス・フォートワース映画批評家協会賞で外国語映画賞を受賞した。
2011年1月25日には第83回アカデミー賞の候補が発表され、本作が外国語映画賞、ハビエル・バルデムが主演男優賞で挙がった。この他に、第64回英国アカデミー賞で2部門、第25回ゴヤ賞で8部門で候補に挙がっている。
| 賞                                     | 発表日         | 部門                 | 候補                                                                           | 結果       |
| -------------------------------------- | -------------- | -------------------- | ------------------------------------------------------------------------------ | ---------- |
| アカデミー賞                           | 2011年2月27日  | アカデミー主演男優賞 | ハビエル・バルデム                                                             | ノミネート |
| アカデミー賞                           | 2011年2月27日  | 外国語映画賞         | メキシコ                                                                       | ノミネート |
| 英国アカデミー賞                       | 2011年2月21日  | 主演男優賞           | ハビエル・バルデム                                                             | ノミネート |
| 英国アカデミー賞                       | 2011年2月21日  | 外国語映画賞         |                                                                                | ノミネート |
| ゴヤ賞                                 | 2011年2月13日  | 主演男優賞           | ハビエル・バルデム                                                             | 受賞       |
| ゴヤ賞                                 | 2011年2月13日  | 助演男優賞           | エドゥアルド・フェルナンデス                                                   | ノミネート |
| ゴヤ賞                                 | 2011年2月13日  | 助演女優賞           | アナ・ワヘネル                                                                 | ノミネート |
| ゴヤ賞                                 | 2011年2月13日  | オリジナル脚本賞     | アレハンドロ・ゴンサレス・イニャリトゥ アルマンド・ボー ニコラス・ヒアコボーネ | ノミネート |
| ゴヤ賞                                 | 2011年2月13日  | 撮影賞               | ロドリゴ・プリエト                                                             | ノミネート |
| ゴヤ賞                                 | 2011年2月13日  | 編集賞               | スティーヴン・ミリオン                                                         | ノミネート |
| ゴヤ賞                                 | 2011年2月13日  | 美術監督賞           | ブリジット・ブロシュ                                                           | ノミネート |
| ゴヤ賞                                 | 2011年2月13日  | 作曲賞               | グスターボ・サンタオラヤ                                                       | ノミネート |
| デンヴァー映画批評家協会賞             | 2011年1月28日  | 外国語映画賞         |                                                                                | ノミネート |
| ゴールデングローブ賞                   | 2011年1月16日  | 外国語映画賞         |                                                                                | ノミネート |
| フェニックス映画批評家協会賞           | 2010年12月28日 | 外国語映画賞         |                                                                                | 受賞       |
| ユタ映画批評家協会賞                   | 2010年12月23日 | 外国語映画賞         |                                                                                | ノミネート |
| シカゴ映画批評家協会賞                 | 2010年12月20日 | 外国語映画賞         |                                                                                | ノミネート |
| セントルイス映画批評家協会賞           | 2010年12月20日 | 主演男優賞           | ハビエル・バルデム                                                             | ノミネート |
| セントルイス映画批評家協会賞           | 2010年12月20日 | 外国語映画賞         |                                                                                | ノミネート |
| セントルイス映画批評家協会賞           | 2010年12月20日 | オリジナル脚本賞     | アレハンドロ・ゴンサレス・イニャリトゥ アルマンド・ボー ニコラス・ヒアコボーネ | ノミネート |
| サテライト賞                           | 2010年12月19日 | ドラマ映画主演男優賞 | ハビエル・バルデム                                                             | ノミネート |
| サテライト賞                           | 2010年12月19日 | 外国語映画賞         |                                                                                | ノミネート |
| サテライト賞                           | 2010年12月19日 | オリジナル脚本賞     | アレハンドロ・ゴンサレス・イニャリトゥ アルマンド・ボー ニコラス・ヒアコボーネ | ノミネート |
| ヒューストン映画批評家協会賞           | 2010年12月18日 | 外国語映画賞         |                                                                                | ノミネート |
| ダラス・フォートワース映画批評家協会賞 | 2010年12月17日 | 外国語映画賞         |                                                                                | 受賞       |
| ラスベガス映画批評家協会賞             | 2010年12月16日 | 外国語映画賞         |                                                                                | ノミネート |
| サンディエゴ映画批評家協会賞           | 2010年12月14日 | 外国語映画賞         |                                                                                | ノミネート |
| 放送映画批評家協会賞                   | 2010年12月14日 | 外国語映画賞         |                                                                                | ノミネート |
| サウスイースタン映画批評家協会賞       | 2010年12月13日 | 外国語映画賞         |                                                                                | ノミネート |
| インディアナ映画批評家協会賞           | 2010年12月12日 | 外国語映画賞         |                                                                                | ノミネート |
| ワシントンD.C.映画批評家協会賞         | 2010年12月6日  | 外国語映画賞         |                                                                                | 受賞       |
| カンヌ国際映画祭                       | 2010年5月23日  | 男優賞               | ハビエル・バルデム                                                             | 受賞       |
| カンヌ国際映画祭                       | 2010年5月23日  | パルム・ドール       |                                                                                | ノミネート |